# نيو غارسيا
لويس أنتونيو كوينونس غارسيا (مواليد سان خوان ، بورتوريكو ، 3 أبريل 1989 ) المعروف باسمه المسرحي نيو غارسيا هو مغني وكاتب أغاني وراقص بورتوريكي .  
في 18 أبريل 2018 ، تم إصدار ريمكس لأغنيته الشهيرة "Te boté" بالتعاون مع نيكي جام وباد باني وداريل وأوزونا ، والتي احتلت المراكز الأولى في الرسوم البيانية الأسبوعية في الولايات المتحدة حيث كانت رقم 1 على Hot Latin Songs ورقم 36 على Billboard Hot 100 .   وبالمثل ، حصلت على شهادة 71 بلاتين من RIAA .  في 19 مايو من نفس العام ، تم إصدار ريمكس إنجليزي مع كونور ماينارد وأنت. في 1 يناير 2019 ، تم إصدار نسخة جديدة مع المطرب أنويل إي إي  وفي 4 يناير تم نشر نسخة من الأغنية المسماة "Te boté (Remix 2)" مع الفنانين المذكورين في البداية على موقع يوتيوب و يضم كوسكولويلا و ويسين و ياندل و جينيفر لوبيز
في عام 2019 نفسه ، فاز أول ريمكس بجوائز منها:  جائزة Lo Nuestro عن ريمكس العام  وجائزة Billboard Music لأفضل أغنية لاتينية.  بالإضافة إلى ذلك ، تلقى غارسيا ترشيحًا لجائزة Lo Nuestro لفنان الإلهام للعام  وواحد في جوائز iHeartRadio Music لأفضل فنان لاتيني جديد. 